# І озирнувся мандрівник
«І озирнувся мандрівник» («И оглянулся путник») — радянський телефільм 1985 року, знятий режисером Ізмаїлом Бурнацевим на Північно-Осетинській студії телефільмів.

## Сюжет
Заур відомий та популярний драматург. Працюючи над своєю новою п'єсою, яка дається йому болісно, він усвідомлює, що в його житті настав переломний момент.

## У ролях
- Анатолій Дзіваєв — Заур, сценарист
- Віра Зангієва — Аза, актриса
- Бімболат Ватаєв — Алан, режисер
- Коста Сланов — батько Алана
- Сурен Хугаєв — Роман, актор
- Аїда Цогоєва — Олена, юна актриса
- Анна Цалікова — Люся, дочка Заура
- Маїрбек Ікаєв — Умар, редактор
- Микола Саламов — суддя
- Маїрбек Цихієв — Гіго, драматург
- Маїрбек Абаєв — Резван, колега Заура
- Марат Мерденов — епізод
- Заліна Шавлохова — епізод
- Земфіра Галазова — суддя
- Коста Бірагов — суддя
- Рита Рамонова — епізод
- Дзамболат Царгасов — епізод
- Асланбек Таугазов — епізод
- Берта Ікаєва — епізод
- Лактемір Дзтієв — епізод
- Тамара Персаєва — епізод
- Лазар Качмазов — епізод
- Є. Огневська — епізод
- Заміра Мелікова — епізод

## Знімальна група
- Режисер — Ізмаїл Бурнацев
- Сценарист — Георгій Черчесов
- Оператор — Алан Себетов
- Композитор — Ацамаз Макоєв
- Художник — Казбек Бзиков